# Brug 755
Brug 755 is een kunstwerk in Amsterdam Nieuw-West.
De brug is gelegen in de Hoekenes en voert over de Osdorpergracht. Ze werd samen gebouwd met brug 756 in de Tussen Meer over de Hoekenesgracht. De eerste van meer dan 300 voorgespannen betonnen heipalen voor beide bruggen ging in augustus 1961 de grond in. In mei 1963 waren de twee bruggen gereed. De bruggen delen een keerwand en een terras in de bocht tussen beide bruggen. Brug 755 heeft drie doorvaarten; een centrale van 11 meter en twee aan weerszijden daarvan van 7,15 meter. De landhoofden zijn verpakt in betonbreuksteen. In de brug zijn kabels voor elektra en telefoonverbindingen alsmede een gasbuis en waterleidingbuis verwerkt.
Het ontwerp is afkomstig van de Dienst der Publieke Werken met als esthetisch architect Dick Slebos. Hij was ook verantwoordelijk voor een zandbak en drinkfontein naast de brug.
Vanaf de brug is er uitzicht op het kunstwerk Monument voor de vrede van Heppe de Moor.

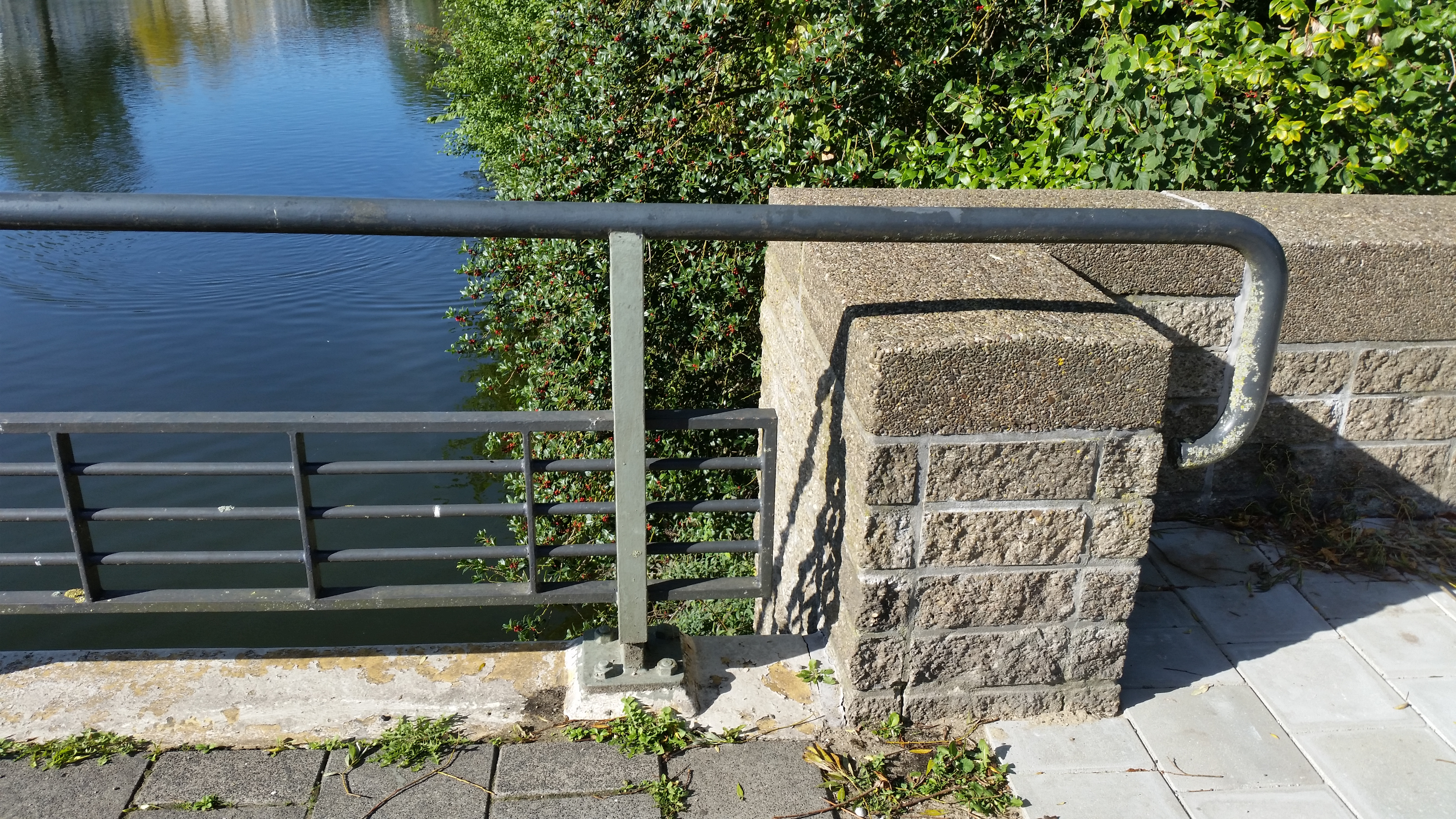
Overgang brugleuning naar borstwering (september 2018)

<<< · 700 · 701 · 702 · 703 · 704 · 705 · 706 · 707 · 708 · 709 · 710 · 711 · 712 · 713 · 714 · 715 · 716 · 717 · 718 · 719 · 720 · 721 · 722 · 725 · 726 · 729 · 730-738 · 739 · 740 · 741 · 742 · 743 · 744 · 745 · 746 · 747 · 748 · 749 · 751 · 752 · 753 · 754 · 755 · 756 · 757 · 758 · 759 · 760 · 761 · 762 · 763 · 764 · 765 · 766 · 767 · 768 · 769 · 770 · 771 · 772 · 773 · 775 · 776 · 777 · 778 · 779 · 780 · 781 · 782 · 783 · 784 · 786 · 787 · 788 · 789 · 790 · 791 · 792 · 793 · 794 · 795 · 797 · >>>
Brugnummers  723, 724, 727, 728, 750, 774, 785, 796 (niet gerealiseerde brug over de Slotervaart), 798 en 799 zijn niet vergeven.